# 让·古戎
让·古戎（法語：Jean Goujon，1914年4月21日—1991年4月28日），法国前男子自行车运动员。他曾代表法国参加1936年夏季奥林匹克运动会自行车比赛，获得男子团体追逐赛金牌。